# Nome de Rhodope
Pour les articles homonymes, voir Rhodope.
Rhodope (en grec : Ροδόπη / Rodópi) est un nome de la Grèce situé dans la périphérie de Macédoine-Orientale-et-Thrace.
La capitale du nome de Rhodope est Komotiní.

## Municipalités
| Dème            | YPES code | Chef-lieu (si nom différent) | Code postal | Préfixe tel. |
| --------------- | --------- | ---------------------------- | ----------- | ------------ |
| Aigeiros        | 4501      |                              | 691 00      | 25310-9      |
| Arriana         | 4503      |                              | 693 00      | 25320-3      |
| Fillyra         | 4512      |                              | 691 00      | 25320-4      |
| Iasmos          | 4504      |                              | 692 00      | 25340-2      |
| Komotiní        | 4506      |                              | 691 00      | 25310-2      |
| Maroneia        | 4507      | Xylagani                     | 694 00      | 25330-2      |
| Neo Sidirochori | 4508      |                              | 691 00      | 25310-5      |
| Sápes           | 4510      |                              | 693 00      | 23520-2      |
| Sóstis          | 4511      |                              | 692 00      | 25310-5      |
| Amaxádes        | 4502      |                              | 692 00      | 25340-3      |
| Kechros         | 4505      |                              | 693 00      | 23510-3      |
| Organi          | 4509      |                              | 695 00      | 25310-3      |

## Codes
- KO, en tête des immatriculations grecques,